# Международный конференц-центр Хиросима
Международный конференц-центр Хиросима (яп. 広島国際会議場), англ. International Conference Center Hiroshima) — многоцелевой конференц-центр, располагающийся в центральном районе японского города Хиросима. Большой зал конференц-центра вмещает более 1500 человек.
Располагается на территории Мемориального парка мира в Хиросиме, западнее Мемориального музея, с которым соединён надземным переходом.
Сооружение было построено в 1955 году для городского дома собраний, а в 1989 году реконструировано и переименовано. Архитектор — Кэндзо Тангэ. Находится в муниципальной собственности.